# Omega Tauri
Omega Tauri (50 Tauri) é uma estrela na direção da constelação de Taurus. Possui uma ascensão reta de 04h 17m 15.69s e uma declinação de +20° 34′ 43.5″. Sua magnitude aparente é igual a 4.93. Considerando sua distância de 93 anos-luz em relação à Terra, sua magnitude absoluta é igual a 2.64. Pertence à classe espectral A3m.